# Younes El Aynaoui
Younes El Aynaoui (Rabat, Marroc, 12 de setembre de 1971) és un jugador professional de tennis marroquí.
En el seu palmarès hi ha cinc títols individuals que li van permetre arribar al 14è lloc del rànquing individual (2003). Va formar part de l'equip marroquí de Copa Davis.

## Biografia
En la seva etapa júnior va assistir a la Nick Bollettieri Academy, però per poder pagar la seva estada als Estats Units va haver de realitzar diverses tasques com netejar el gimnàs o fer de vigilant dels nens més petits.
Casat amb Anne Sophie l'any 1997, el matrimoni té tres fills: Ewen (1997), Neil (2001) i Noam (2003).
La seva figura és molt popular al seu país i va rebre la màxima distinció esportiva del Marroc, la medalla d'or de mans del rei Mohammed VI. La pista central del Royal Tennis Club de Marràqueix es va anomenar El Aynaoui en el seu honor.

## Palmarès

### Individuals: 16 (5−11)
| Llegenda (pre/post 2009)                                 |
| -------------------------------------------------------- |
| Grand Slams (0−0)                                        |
| Tennis Masters Cup / ATP Finals (0−0)                    |
| ATP Masters Series / ATP World Tour Masters 1000 (0−0)   |
| ATP International Series Gold / ATP World Tour 500 (0−0) |
| ATP International Series / ATP World Tour 250 (5−11)     |

| Títols per superfície |
| --------------------- |
| Dura (1−3)            |
| Gespa (0−0)           |
| Terra batuda (4−7)    |
| Moqueta (0−1)         |

| Resultat  | Núm. | Data                   | Torneig                    | Superfície   | Oponent                | Marcador                   |
| --------- | ---- | ---------------------- | -------------------------- | ------------ | ---------------------- | -------------------------- |
| Finalista | 1.   | 15 de març de 1993     | Casablanca, Marroc         | Terra batuda | Guillermo Pérez Roldán | 4−6, 3−6                   |
| Finalista | 2.   | 1 de gener de 1996     | Doha, Qatar                | Dura         | Petr Korda             | 6−7(5), 6−2, 6−7(5)        |
| Finalista | 3.   | 8 de gener de 1996     | Jakarta, Indonèsia         | Dura         | Sjeng Schalken         | 3−6, 2−6                   |
| Finalista | 4.   | 29 de juliol de 1996   | Amsterdam, Països Baixos   | Terra batuda | Francisco Clavet       | 5−7, 1−6, 1−6              |
| Finalista | 5.   | 9 de novembre de 1998  | Santiago, Xile             | Terra batuda | Francisco Clavet       | 2−6, 4−6                   |
| Guanyador | 1.   | 2 d'agost de 1999      | Amsterdam                  | Terra batuda | Mariano Zabaleta       | 6−0, 6−3                   |
| Finalista | 6.   | 6 de març de 2000      | Bogotà, Colòmbia           | Terra batuda | Mariano Puerta         | 4−6, 6−7(5)                |
| Finalista | 7.   | 16 de juliol de 2001   | Amsterdam (2)              | Terra batuda | Àlex Corretja          | 3−6, 7−5, 6−7(0), 6−3, 4−6 |
| Guanyador | 2.   | 10 de setembre de 2001 | Bucarest, Romania          | Terra batuda | Albert Montañés        | 7−6(5), 7−6(2)             |
| Finalista | 8.   | 8 d'octubre de 2001    | Lió, França                | Moqueta (i)  | Ivan Ljubičić          | 3−6, 2−6                   |
| Guanyador | 3.   | 6 de gener de 2002     | Doha                       | Dura         | Fèlix Mantilla         | 4−6, 6−2, 6−2              |
| Finalista | 9.   | 25 de febrer de 2002   | Dubai, Emirats Àrabs Units | Dura         | Fabrice Santoro        | 4−6, 6−3, 3−6              |
| Guanyador | 4.   | 8 d'abril de 2002      | Casablanca                 | Terra batuda | Guillermo Cañas        | 3−6, 6−3, 6−2              |
| Guanyador | 5.   | 29 d'abril de 2002     | Múnic, Alemanya            | Terra batuda | Rainer Schüttler       | 6−4, 6−4                   |
| Finalista | 10.  | 8 de juliol de 2002    | Båstad, Suècia             | Terra batuda | Carles Moyà            | 3−6, 6−2, 5−7              |
| Finalista | 11.  | 7 d'abril de 2003      | Casablanca (2)             | Terra batuda | Julien Boutter         | 2−6, 6−2, 1−6              |

## Trajectòria

### Individual
| Open d'Austràlia | A   | A           | 2R          | 1R          | A     | A           | A           | 2R          | QF    | 1R          | 3R          | QF          | 1R  | A           | A           | A           | 0 / 8     | 12 − 8    |
| Roland Garros | A   | A           | 1R          | 4R          | 1R    | A           | A           | 2R          | 4R    | 2R          | 2R          | 3R          | A   | A           | A           | Q2          | 0 / 8     | 11 − 8    |
| Wimbledon | A   | A           | 1R          | A           | 1R    | A           | A           | 2R          | 3R    | 3R          | 1R          | 3R          | A   | A           | A           | A           | 0 / 7     | 7 − 7     |
| US Open | A   | A           | 1R          | A           | 1R    | A           | A           | 2R          | 1R    | 1R          | QF          | QF          | 1R  | 1R          | A           | A           | 0 / 9     | 9 − 9     |
| Jocs Olímpics | 2R  | No celebrat | No celebrat | No celebrat | A     | No celebrat | No celebrat | No celebrat | A     | No celebrat | No celebrat | No celebrat | 1R  | No celebrat | No celebrat | No celebrat | 0 / 2     | 1 − 2     |
| Total Victòries−Derrotes                                                                                                   | 3−2 | 19−15       | 18−27       | 4−8         | 15−22 | 2−2         | 5−2         | 28−23       | 37−26 | 33−23       | 45−26       | 41−25       | 0−5 | 1−11        | 2−1         | 5−3         | 265 − 227 | 265 − 227 |
| Rànquing a final d'any | 311 | 51          | 117         | 110         | 70    | 237         | 45          | 33          | 25    | 38          | 22          | 14          | 644 | 228         | 189         | 167         |           |           |
| Llegenda: G: Guanyador; F: Finalista; SF: Semifinalista; QF: Quarts de final; Q: Qualificació; A: Absent; RR: Round Robin; |     |             |             |             |       |             |             |             |       |             |             |             |     |             |             |             |           |           |

## Guardons
- ATP Comeback Player of the Year (1998)